# Luciano Lutring
Luciano Lutring (Milano, 30 dicembre 1937 – Verbania, 13 maggio 2013) è stato un criminale, scrittore e pittore italiano.

## Biografia
Luciano Lutring nasce a Milano, in via Novara, dove i genitori avevano un bar, da Elvira Minotti e Ignazio Lutring e passa la sua infanzia nel milanese, sotto la guida dei genitori che volevano fare di lui un violinista. Ben presto manifesta però la sua natura ribelle e il suo amore per le belle donne e per la bella vita. Attratto dal mondo della malavita, compra da un conoscente la sua prima pistola, una Smith & Wesson della polizia canadese, senza pallottole in quanto non erano più in commercio; da quel momento in poi il giovane Lutring acquisterà il soprannome de l'Americano.
La sua fama nasce nella Milano degli anni sessanta. Soprannominato "Il solista del mitra" per la sua usanza di nascondere il fucile mitragliatore nella custodia di un violino, conclude centinaia di rapine fra Italia e Francia, per un bottino totale, da lui stimato, attorno ai trenta miliardi di lire dell'epoca. Secondo il suo racconto un po' romanzato egli compì in maniera casuale con quell'arma la sua prima rapina:
Da quel momento inizia la sua carriera di fuorilegge, fatta di remunerative rapine in molte banche e negozi, compiendone più di cinquecento.
La figura di Lutring diviene leggendaria, assieme al suo stile di vita di latitante: grandi alberghi, fuoriserie, belle donne. La sua attitudine da "ladro gentiluomo", unita alle celebri frasi in dialetto milanese pronunciate sui luoghi dei misfatti, contribuisce a rendere Lutring un personaggio popolare. Definito, sia in Italia che in Francia, "nemico pubblico numero uno", riesce per anni ad eludere le polizie europee.
In quegli anni - durante una breve vacanza al mare a Cesenatico, sulla Riviera romagnola, per compiere furti a danno di turisti - deruba una giovane modella valtellinese, ma residente a Zurigo, Candida Elsa Pasini, che utilizzava il nome d'arte Yvonne Candy. Luciano si innamora di lei e, per poterla conoscere, finge di averle ritrovato le valigie. Ben presto i due si sposeranno e resteranno legati a lungo.
Il 1º settembre 1965 viene infine ferito e arrestato a Parigi; sconta in Francia 12 anni di carcere (la condanna iniziale era a 22 anni), durante i quali inizia a scrivere e dipingere; tiene persino una corrispondenza con l'allora Presidente della Camera Sandro Pertini. Nel 1966, con la regia di Carlo Lizzani, esce un film ispirato alla biografia di Lutring, dal titolo Svegliati e uccidi, interpretato da Robert Hoffmann, Lisa Gastoni e Gian Maria Volonté; nell'ultima scena del film si vede la fuga, avvenuta a bordo di una Simca Ariane (utilizzata poiché agli occhi della giustizia era un'auto improbabile per compiere atti illegali - inadatta per le sue caratteristiche, di grosse dimensioni rispetto al modesto propulsore), la sera in cui viene arrestato.
Graziato dal Presidente della Repubblica francese Georges Pompidou, torna in patria, dove, dopo un periodo di internamento presso il carcere di Brescia, viene nuovamente graziato nel 1977 dal Capo dello Stato italiano, Giovanni Leone. Nello stesso anno, da una relazione con Dora Internicola, nascerà il figlio Mirko Maurizio, che morirà tragicamente il 17 gennaio 1991: a causa di una pesante nevicata, un cavo dell'alta tensione che passava su un campo da tennis si spezzò, folgorando il ragazzino. Nel frattempo, nel 1985, si era sposato con Flora D'Amato, dalla quale avrà due figlie gemelle, Natasha e Katiusha, e dalla quale si separerà nel 1997. 
Stabilitosi sul lago Maggiore, intraprende l'attività di scrittore e pittore, che lo porta a esporre in numerose mostre, collettive e personali, ricevendo molti premi e riconoscimenti.
È morto il 13 maggio 2013 all'età di 75 anni.

## Opere
- Il solista del mitra, Longanesi, 1966
- L'assassino non sciopera, Longanesi, 1966
- Una storia da dimenticare, Acar, 2004 ISBN 88-89079-07-X
- Catene spezzate, Acar, 2006 ISBN 88-89079-16-9
- Come due gocce d'acqua, Acar, 2007
- L'amore che uccide, Acar, 2008